# Saint-Sernin-lès-Lavaur
Saint-Sernin-lès-Lavaur é uma comuna francesa na região administrativa da Occitânia, no departamento de Tarn. Estende-se por uma área de 36.09 km², e possui 167 habitantes, segundo o censo de 2018, com uma densidade de 40 hab/km².